# Marc Klasfeld
Marc Klasfeld es un director de videos musicales estadounidense graduado en la Tisch School of the Arts de la Universidad de Nueva York. Ha estado a cargo de más de doscientos videos de artistas como Britney Spears, Tokio Hotel, Katy Perry, Jay-Z, Fun, Red Hot Chili Peppers, Nelly, Foo Fighters, Slipknot, Jewel, Sum 41 y Avril Lavigne, llegando a recibir múltiples nominaciones y premios MTV Video Music Awards. Además de los videos, ha escrito y dirigido comerciales, películas independientes y documentales.
Klasfeld es el fundador de Rockhard, una compañía productora de videos musicales que trabaja con directores como Ray Kay, Sanaa Hamri, Sarah Chatfield, Mickey Finnegan, Mark Staubach y Steve Jocz. Rockhard ha producido videos para Justin Bieber, Lady Gaga, LMFAO, Britney Spears, Aerosmith, Prince, Mariah Carey, Kelly Rowland, Jessie J, Willow Smith, Adam Lambert y varios otros.
Entre las marcas para las cuales Klasfeld ha dirigido comerciales de televisión están Nike, NFL, NBA, Motorola, Reebok, Cartoon Network y Hummer.
Su primer filme independiente, que se estrenó en el Festival de Cine de Tribeca, fue The L.A. riot spectacular, una mirada satírica a los disturbios acontecidos en Los Ángeles en 1992. Esta obra fue protagonizada por Charles S. Dutton, Emilio Estévez, George Hamilton y Snoop Dogg. Klasfeld también estuvo a cargo de algunos episodios de la serie de televisión de HBO Oz.
El 29 de marzo de 2010, Klasfeld publicó un video cómico que recreaba una escuela primaria de la película Scarface, titulado «Scarface school party». El cual se convirtió en una sensación viral que llegó a ser exhibida por los canales CNN, CBS, ABC, NBC y Fox.

## Videografía
Lista parcial de videos musicales dirigidos por Marc Klasfeld en orden alfabético:
- 3 Doors Down — «When i'm gone».
- 3OH!3 con Katy Perry — «Starstrukk».
- Against Me! — «I was a teenage anarchist».
- Alien Ant Farm — «Smooth criminal», «Movies» y «These days».
- Asher Roth — «G.R.I.N.D. (Get ready it's a new day)».
- Avenged Sevenfold — «Bat country» (ganador del premio MTV Video Music Awards 2006 al Mejor artista nuevo).
- Avril Lavigne — «When you're gone».
- Backstreet Boys — «Just want you to know».
- Bloodhound Gang — «Foxtrot uniform Charlie Kilo».
- Bon Jovi — «Misunderstood» y «All about lovin' you».
- Big Time Rush — «Windows Down», «Music Sounds Better With U».
- Britney Spears — «Ooh La La»[1][2]
- Bubba Sparxxx — «Ugly».
- Chamillionaire — «Hip-hop police» y «Evening news».
- Charlie Puth ft. Meghan Trainor — «Marvin Gaye»
- Charli XCX — «Break The Rules».
- David Guetta — «Lovers on the Sun».
- Destiny's Child — «Lose my breath».
- Enrique Iglesias — «Don't turn off the lights» (versión no publicada).
- Far East Movement con Ryan Tedder — «Rocketeer».
- Flo Rida — «Club can't handle me».
- Floetry — «Floetic».
- Fun con Janelle Monáe — «We are young».
- Foo Fighters — «Times like these».
- Gnarls Barkley — «Smiley faces» (versión censurada).
- Greyson Chance — «Unfriend you».
- Insane Clown Posse — «Let's go all the way» y «Tilt-a-whirl».
- James Blunt — «So far gone».
- Jay-Z — «Girls, girls, girls».
- Jermaine Dupri con Ludacris — «Welcome to Atlanta».
- Jesse & Joy con Alejandro Sanz — «No soy una de esas».
- Jewel — «Intuition».
- Jonas Brothers - «Pom Poms».
- Juvenile — «Ha», «Rodeo» y «Follow me now».
- Katy Perry — «Last friday night (T.G.I.F.)» (nominado al Mejor video pop de los MTV Video Music Awards 2011 y ganador del People's Choice Award 2012 como Video musical favorito).
- Kelis — «Bossy», «Blindfold me» y «Lil star».
- Kid Rock — «Born free».
- Little Mix — «Woman Like Me» con Nicki Minaj (Ganador del Anexo:Premios Brit de 2019 por Vídeo del año).
- Little Mix — «No More Sad Songs».
- Ludacris — «Area codes».
- Musiq Soulchild — «Love» y «Teach me»,
- 'N Sync — «Girlfriend».
- Nelly — «Country grammar (hot shit)», «Batter up», «Gone» y «Ride with Me|Ride with me» (ganador del MTV Video Music Awards 2001 como Mejor artista nuevo).
- Pia Toscano — «This time».
- Pixie Lott — «All about tonight».
- Rakim — «On the mMic».
- Red Hot Chili Peppers — «The adventures of Rain Dance Maggie», «Brendan's death song» y «Monarchy of roses».
- Rise Against — «Make it stop (september's children)» (nominado como Mejor video con mensaje en los MTV Video Music Awards 2011).
- Rita Ora — «How we do (party)».
- Scarface — «On my block».
- Shinedown — «Save me».
- Shop Boyz — «Party like a rock star».
- Shyne — «Bad boyz» y «That's gangst».
- Simple Plan — «Untitled (how could this happen to me?)» y «Crazy».
- Sky Ferreira — «Obsession».
- Slipknot — «Vermilion 2» y «Duality».
- Sum 41 — «Fat lip», «In too deep», «The hell song»,  «We're all to blame», «Still waiting», «Underclass hero» y «Fake My Own Death»
- Taking Back Sunday — «MakeDamnSure».
- The Script — «The man who can't be moved».

- Tokio Hotel - «Love Who Loves You Back».
- Tom Jones — «International».
- Vanessa Carlton — «A thousand miles», «Ordinary day», «Nolita fairytale» y «Hands on me».
- Young Jeezy — «Crazy world».
- Axel Muniz — «Bailame lento».